# Wolfskirchen
Wolfskirchen é uma comuna francesa na região administrativa de Grande Leste, no departamento Baixo Reno. Estende-se por uma área de 10,4 km². Em 2010 a comuna tinha 355 habitantes (densidade: 34,1 hab./km²).